# David Elm
David Alexander Elm (* 10. ledna 1983, Broakulla, Švédsko) je švédský fotbalový útočník, v současnosti hráč klubu Kalmar FF. Mimo Švédsko působil na klubové úrovni v Anglii.
Jeho bratři Viktor Elm a Rasmus Elm jsou také fotbalisté.

## Klubová kariéra
- Johanfors IF (mládež)
- Emmaboda IS (mládež)
- Falkenbergs FF 2004–2006
- Kalmar FF 2007–2009
- Fulham FC 2009–2011
- IF Elfsborg 2011–2013
- Kalmar FF 2013–